# Leia fuscicalcar
Leia fuscicalcar är en tvåvingeart som beskrevs av Edwards 1928. Leia fuscicalcar ingår i släktet Leia och familjen svampmyggor. Inga underarter finns listade i Catalogue of Life.